# Moldoustium baltiensis
Moldoustium baltiensis – gatunek roztocza z kohorty Trombidiformes i rodziny Erythraeidae.

## Taksonomia
Gatunek ten opisany został po raz pierwszy w 2008 roku przez Ryszarda Haitlingera na łamach czasopisma „Biologia”. Jako lokalizację typową wskazano Bielce (Bălți) w Mołdawii. Epitet gatunkowy pochodzi od tejże lokalizacji.

## Morfologia
Takson znany tylko ze stadium larwalnego. Ciało larwy podzielone jest na gnatosomę i idiosomę, zaopatrzone w trzy pary siedmioczłonowych odnóży krocznych. Gnatosoma jest wąska, długości od 74 do 84 μm, wyposażona w parę nagich i krótkich szczecinek adoralnych. Nogogłaszczki mają dwie szczecinki na udzie, dwie na kolanie, dwie na goleni i cztery na stopie. Pazurki nogogłaszczków są nierozbieżne, całobrzegie, pozbawione ząbka środkowego. Idiosoma ma od 394 do 501 μm długości i od 184 do 273 μm szerokości, będąc około dwukrotnie dłuższą niż szerszą. Pozbawiona jest skutum, natomiast zaopatrzona w oczy i od 45 do 52 nagich szczecinek. Szczecinki na krawędzi tylnej są dłuższe niż w pozostałych miejscach. Odnóża kroczne zbudowane są z siedmiu członów. Biodra pierwszej pary mają trzy, a pozostałych par jedną szczecinkę normalną. Wszystkie krętarze mają dwie szczecinki normalne. Udo podzielone jest na basifemur i telofemur. To pierwsze ma cztery szczecinki normalne, to drugie 6 szczecinek normalnych w przypadku pary pierwszej i 5 szczecinek normalnych w przypadku par pozostałych. Kolana pierwszej pary mają 10, a pozostałych par 8 szczecinek normalnych. Golenie pierwszej i ostatniej pary mają 11, a pary drugiej 8 szczecinek normalnych. Stopy pierwszej pary mają 14 szczecinek normalnych, jedno eupatidium i jeden solenidion, stopy drugiej pary 13 szczecinek normalnych, jedno eupatidium i jeden solenidion, a stopy ostatniej pary tylko 15 szczecinek normalnych.

## Ekologia i występowanie
Roztocze znajdowane były na roślinach zielnych.
Gatunek palearktyczny, znany z miejsca typowego w Mołdawii oraz trzech stanowisk na Ukrainie.